# John Le Lievre
John Robert Le Lievre (* 9. Juni 1956 in Saint Peter Port, Guernsey; † 23. Mai 2021) war ein englischer Squashspieler.

## Karriere
Jonathan Leslie war in den 1970er- und 1980er-Jahren als Squashspieler aktiv. Seine höchste Platzierung in der Weltrangliste erreichte er mit Rang 24 im April 1980. Mit der englischen Nationalmannschaft nahm er 1981 an der Weltmeisterschaft teil. Bei Europameisterschaften wurde er mit der Nationalmannschaft 1978 Europameister. Zwischen 1979 und 1982 stand er dreimal im Hauptfeld der Weltmeisterschaft im Einzel und erreichte dabei zweimal die zweite Runde.

## Erfolge
- Europameister mit der Mannschaft: 1978